# Lajos József francia királyi herceg
Franciaországi Lajos József Xavér Ferenc (Versailles, Francia Királyság, 1781. október 22. – Meudon, Francia Királyság, 1789. június 4.), XVI. Lajos francia király és Mária Antónia királyné második gyermeke és idősebbik fia, Franciaország dauphinja volt. Hétéves korában hunyt el, nem sokkal a francia forradalom kitörése előtt.

## Származása és gyermekkora

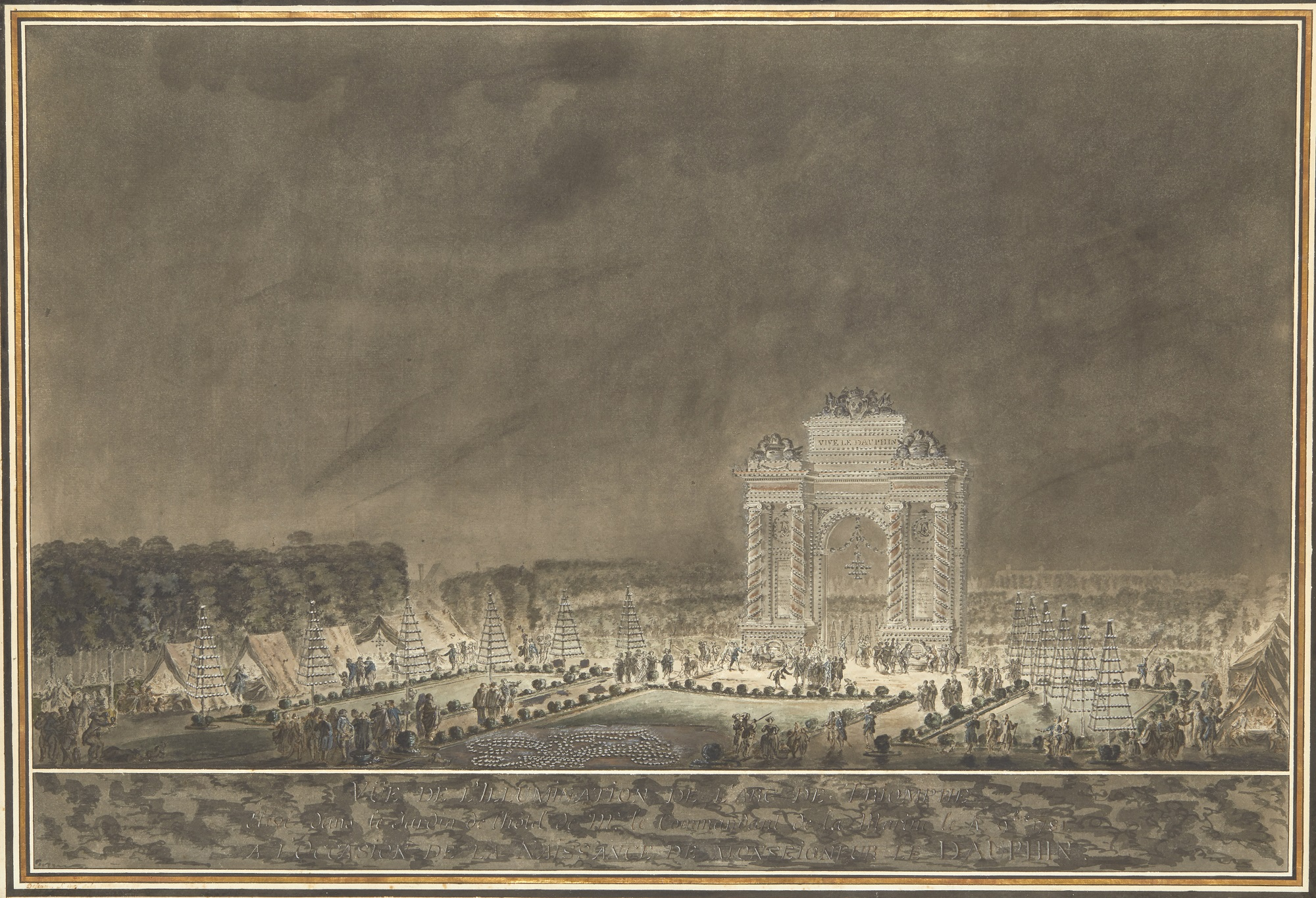
A dauphin születése alkalmából a haditengerészet parancsnokának kertjében felállított diadalív kivilágítása 1781. november 4-én.

Franciaországi Lajos József Xavér Ferenc 1781. október 22-én született a versailles-i kastélyban XVI. Lajos francia király és Ausztriai Mária Antónia királyné, osztrák főhercegnő másodszülött gyermekeként és első fiaként. Apai nagyszülei Franciaországi Lajos Ferdinánd királyi herceg, dauphin (1729–1765) és Szászországi Mária Jozefa (1731–1767) királyi hercegnő, dauphine, anyai nagyszülei Lotaringiai I. Ferenc német-római császár (1708–1765) és Ausztriai Mária Terézia császárné, magyar királynő (1717–1780) voltak. 
XVI. Lajos és Mária Antónia házassága nyolc évig gyermektelen volt, első gyermekük pedig egy leány, Mária Terézia (aki a száli törvény értelmében nem örökölhette a francia trónt). A fiúörökös születését már tizenegy éve, szülei esküvője óta várta a család. Az egész ország megünnepelte Lajos József világrajöttét, aki születésétől a francia trónörökösnek járó Franciaország dauphinja címet viselte. Lajos Józsefet születése napján keresztelte meg a fő alamizsnaosztó rangját viselő Louis-René de Rohan bíboros, Strasbourg hercegérseke a versailles-i kastély kápolnájában.Keresztapja apai nagybátyja, Lajos Szaniszló, Provence grófja, keresztanyja apai nagynénje, Mária Klotild piemonti hercegné volt, akit a húga, Erzsébet hercegnő képviselt.

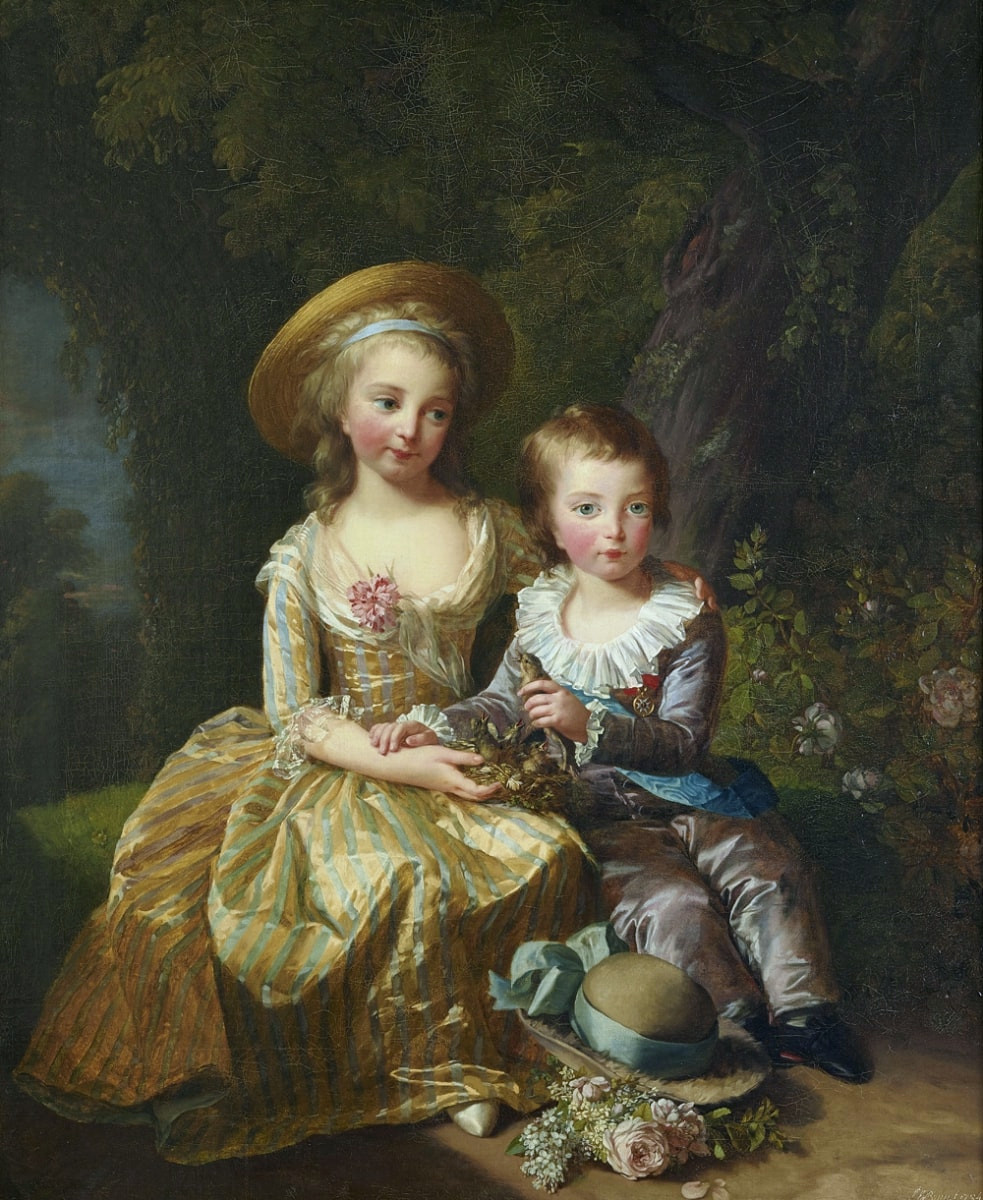
Lajos József Xavér, dauphin és nővére, Mária Terézia 1784 körül.

Dr. Pierre-Édouard Brunier, Franciaország gyermekeinek háziorvosa választotta ki Lajos József dajkáját, Geneviève Barbier-t, aki Mária Antóniától a Madame Poitrine, azaz „Cici asszony” becenevet kapta. Később Barbier-t okolták a dauphin haláláért: azzal vádolták, hogy tuberkulózissal fertőzte meg. Nevelőnője először Victoire de Rohan, majd 1782-től Gabrielle de Polignac volt. XVI. Lajos egy inast is kinevezett fia mellé, Pierre-Jean de Bourcet-t, a francia hadsereg volt hadnagyát, aki korai haláláig szolgálta őt.
A dauphin és nővére, Mária Terézia közeli álltak egymáshoz és a szüleikhez, oktatásukat közvetlenül apjuk felügyelte. Lajos Józsefet a kortársak korához képest okos és intelligens gyermekként írták le, de hamar feltűnt, hogy egészsége gyenge. Gyakran betegeskedett, ami sok aggodalomra adott okot családjának. Ennek ellenére Mária Antónia hamar elkezdte fia házasságát tervezni annak egyik unokatestvérével.   Mária Amália nápoly-szicíliai királyi hercegnőt, legkedvesebb testvére, Mária Karolinaleányát szánta fia menyasszonyául.
Lajos Józsefnek két fiatalabb testvére született: Lajos Károly, a későbbi XVII. Lajos 1785-ben és a csecsemőként elhunyt Zsófia Ilona Beatrix 1786-ban.

## Betegsége és halála

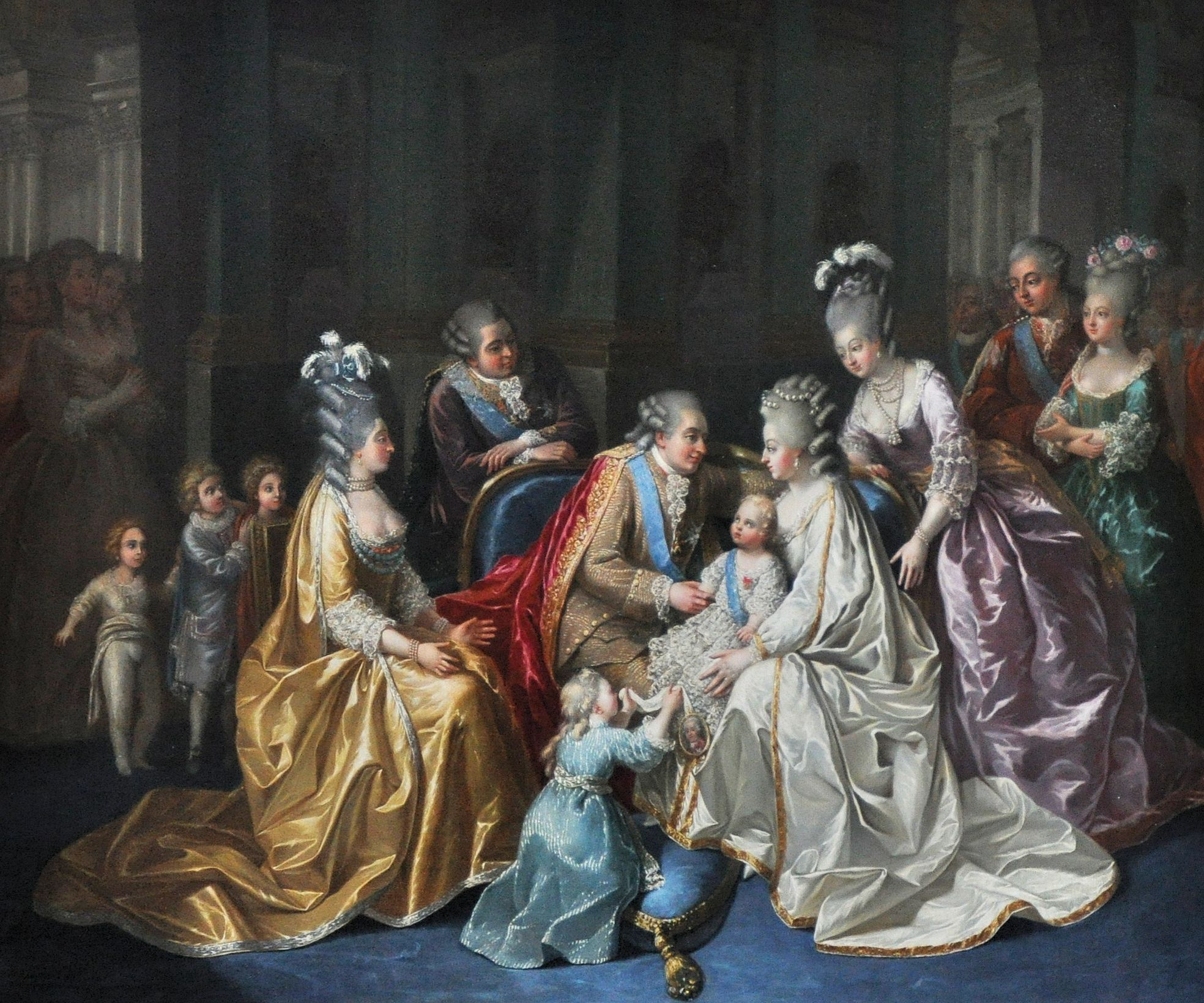
A királyi család a dauphin körül egy 1781-es csoportképen.

1784. áprilisa körül a dauphin gyakran szenvedett magas láztól. Orvosi tanácsra a vidéki Pavillon de la Muette vadászlakba vitték, ahol gyorsan felépült. 1786. áprilisában visszatért a gyakori, magas láz és hidegrázás, a gümőkór első tünetei, de Lajos József háztartása nem aggódott ezek miatt. Ugyanebben az időben kezdett a gerince elferdülni.
1786. októberében, amikor a hét esztendős dauphin egy hivatalos szertartás keretében elhagyta addigi, nőkből álló háztartását és belépett a férfiak világába, többen is megfigyelték hajlott hátát és hólyagok nyomait a testén. 1786-ban és 1787-ben Lajos Józsefnek vasfűzőt kellett hordania, abban a reményben, hogy gerince kiegyenesedik. 1788. januárjától a dauphin állapota rohamos romlásnak indult, egyre gyakrabban lázasodott be, és Dr. Petit gerincferdüléssel diagnosztizálta.

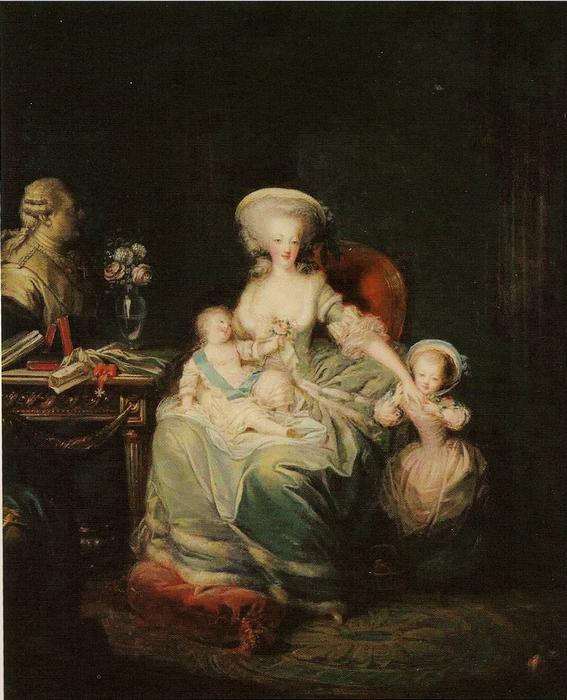
Mária Antónia gyermekeivel, Lajos Józseffel és Mária Teréziával

1789. május 4-én Lajos József részt vett a rendi gyűlés képviselőinek felvonulásán, amelyet egy erkélyről, fotelben ülve tekintett meg. Nem sokkal később Meudonba költöztették a vidéki levegő jótékony hatásaiban bízva, de a betegség továbbra is „ijesztő mértékben” romlott, ahogy Mária Antónia megjegyezte. 1789. június 4-én Lajos József elhunyt a meudoni kastélyban, hét és fél éves korában. Szülei és nővére mélyen gyászolták a halálát. Június 8-án a nemesség, a papság és a harmadik rend képviselői megjelentek Meudonban, hogy lerójják tiszteletüket a dauphin földi maradványai előtt.

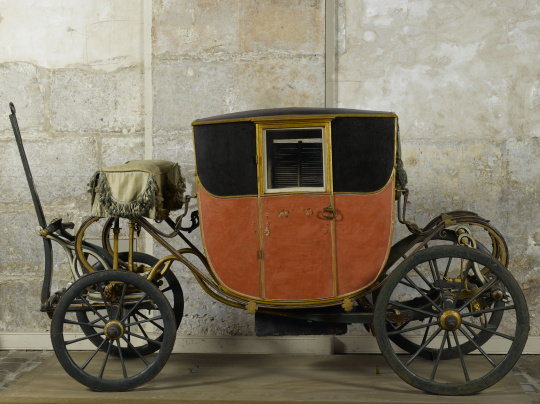
A dauphin berliner kocsija, amelyet betegeskedése alatt használt.

Lajos Józsefet 1789. június 13-án, egyszerű szertartás keretében temették el a Saint-Denis-székesegyházban, Franciaország királyainak hagyományos nyughelyén. Szülei számára a királyi etikett szabályai megtiltották a temetésen való részvételt. Dauphinként négy éves öccse, Lajos Károly lett az utódja, aki a forradalom alatt, börtönben halt meg. 1793. augusztus 10-én, a „nagy terror” ideje alatt a Nemzeti Konvent rendeletére Lajos József sírját megszentségtelenítették a székesegyházban található többi sírral együtt.

## Fordítás
- Ez a szócikk részben vagy egészben  a   Louis-Joseph de France című francia Wikipédia-szócikk ezen változatának fordításán alapul.  Az eredeti cikk szerkesztőit annak laptörténete sorolja fel. Ez a jelzés csupán a megfogalmazás eredetét és a szerzői jogokat jelzi, nem szolgál a cikkben szereplő információk forrásmegjelöléseként.